# Distritos de Essuatíni
Essuatíni é dividido em quatro distritos:
1. Hhohho
2. Lubombo
3. Manzini
4. Shiselweni